# Nam Schleswig

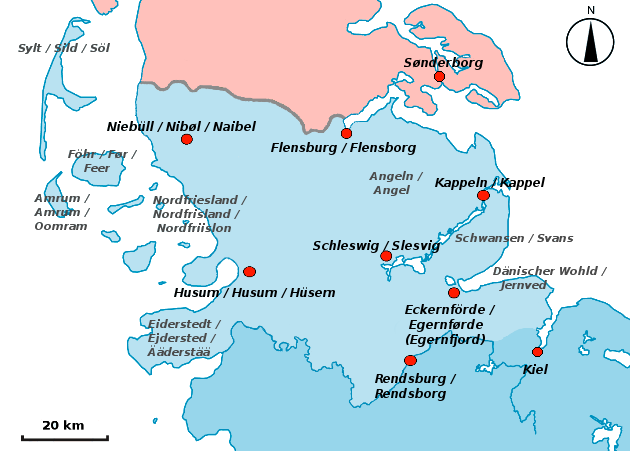
Nam Schleswig (với tên địa danh của Đức, Đan Mạch và Bắc Frisian)

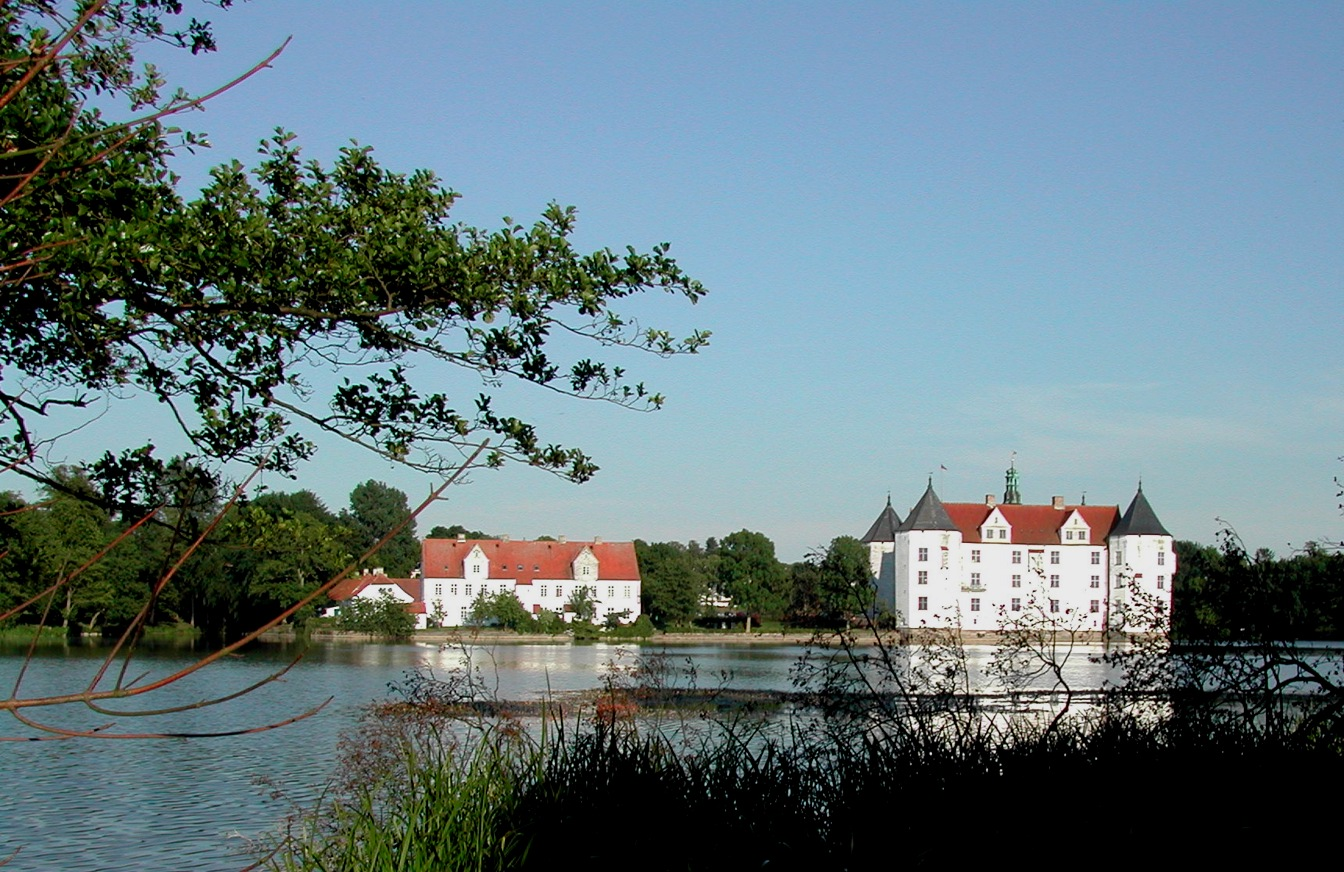
Nơi ở của các vị vua Đan Mạch tại lâu đài Glücksburg

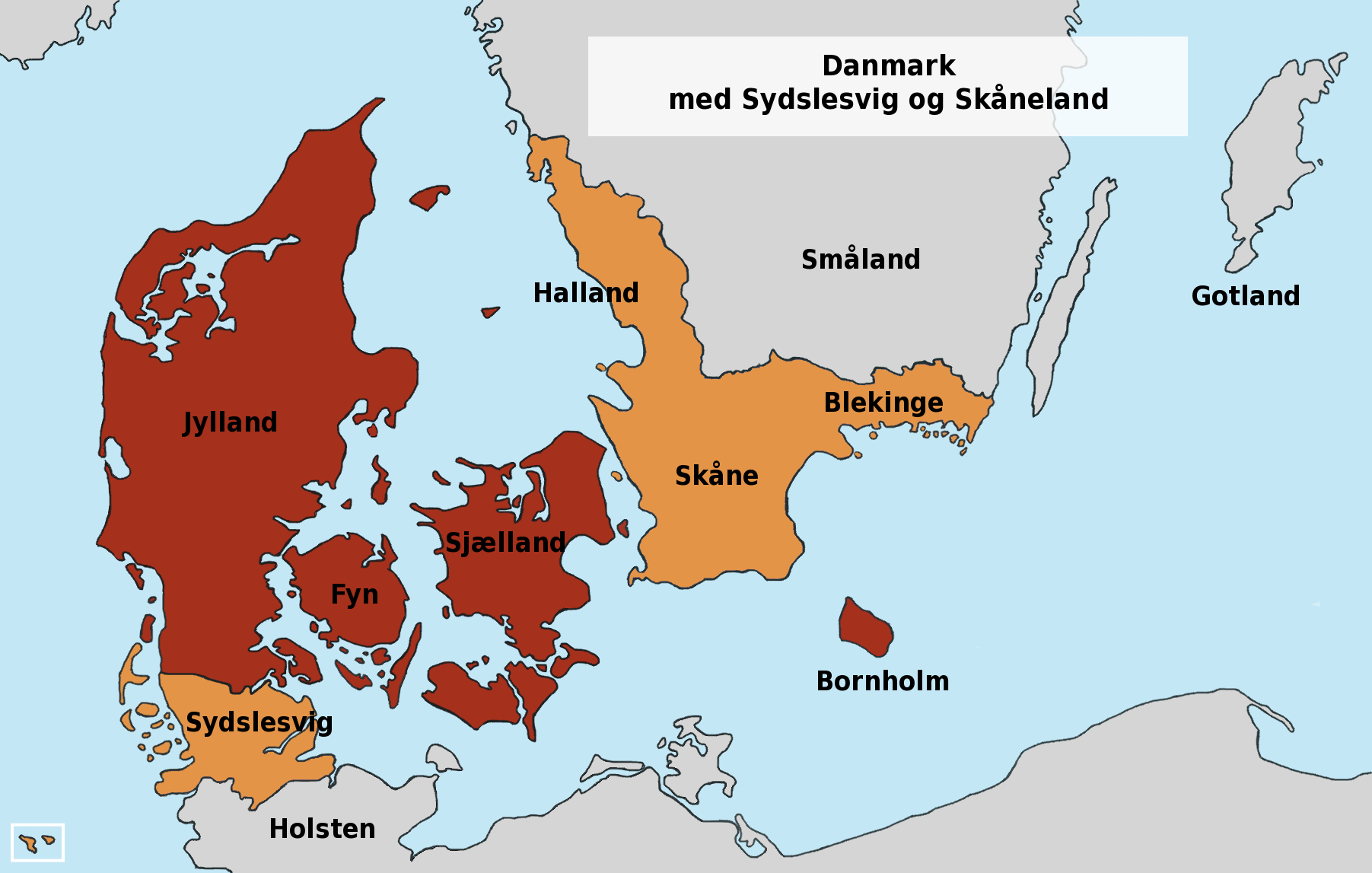
Đan Mạch ngày nay và các tỉnh Đan Mạch cũ Nam Schleswig, Skåne, Halland và Blekinge.

Nam Schleswig (tiếng Đức: Südschleswig hoặc Landesteil Schleswig, tiếng Đan Mạch: Sydslesvig) là nửa phía nam của cựu Lãnh địa Schleswig ở Đức trên Bán đảo Jutland. Khu vực địa lý ngày nay bao phủ khu vực rộng lớn giữa sông Eider ở phía nam và Flensburg Fjord ở phía bắc, nơi nó giáp Đan Mạch. Bắc Schleswig, phù hợp với South Jutland County trước đây, tạo thành phần cực nam của Đan Mạch. Khu vực này thuộc về Vương miện Đan Mạch cho đến khi Phổ và Áo tuyên chiến với Đan Mạch vào năm 1864. Đan Mạch muốn từ bỏ tiếng Đức Holsten và đặt biên giới mới tại con sông nhỏ Ejderen. Thủ tướng nước Phổ Otto von Bismarck đã kết luận rằng điều này biện minh cho một cuộc chiến tranh, và thậm chí còn tuyên bố đó là một "cuộc chiến thần thánh". Anh cũng quay sang Hoàng đế Áo, Franz Joseph I của Áo để được giúp đỡ. Một cuộc chiến tương tự vào năm 1848 đã trở nên tồi tệ đối với người Phổ. Với vũ khí hiện đại của Phổ và sự giúp đỡ của cả người Áo và Tướng quân gốc Đan Mạch Moltke, quân đội Đan Mạch đã bị phá hủy hoặc buộc phải rút lui một cách vô trật tự. Và biên giới Phổ-Đan Mạch đã được chuyển từ Elbe lên Jutland đến con lạch Kongeåen.
Sau Chiến tranh thế giới thứ nhất, hai cuộc trưng cầu dân ý đã quyết định một biên giới mới.
Phần phía bắc trở lại Đan Mạch là Nordslesvig (Bắc Slesvig). Nhưng phần giữa và phía nam, bao gồm thành phố duy nhất của Schleswig, Flensburg, vẫn ở trong đó, kể từ khi thống nhất nước Đức, đã trở thành bàn tay của Đức. Ở Đan Mạch, việc mất Flensborg ' đã gây ra một cuộc khủng hoảng chính trị, Påskekrisen hoặc Khủng hoảng Phục sinh, như đã xảy ra trong Lễ Phục sinh năm 1920
. Sau Chiến tranh thế giới thứ hai, khu vực này vẫn là lãnh thổ của Đức và, với Holstein, đã hình thành bang mới của Schleswig-Holstein như một phần của Cộng hòa Liên bang Đức (Tây Đức) năm 1948. 